# 178 (liczba)
178 (sto siedemdziesiąt osiem) – liczba naturalna następująca po 177 i poprzedzająca 179.

## W matematyce
- 178 jest liczbą bezkwadratową[1]
- 178 jest palindromem liczbowym, czyli może być czytana w obu kierunkach, w pozycyjnym systemie liczbowym o bazie 6 (454), bazie 7 (343) oraz bazie 8 (262)
- 178 należy do dwóch trójek pitagorejskich (78, 160, 178), (178, 7920, 7922).

## W nauce
- liczba atomowa unseptoctium (niezsyntetyzowany pierwiastek chemiczny)
- galaktyka NGC 178
- planetoida (178) Belisana
- kometa krótkookresowa 178P/Hug-Bell

## W kalendarzu
178. dniem w roku jest 27 czerwca (w latach przestępnych jest to 26 czerwca). Zobacz też co wydarzyło się w roku 178, oraz w roku 178 p.n.e.